# Swertia
Swertia är ett släkte av gentianaväxter. Swertia ingår i familjen gentianaväxter.

## Dottertaxa tillSwertia, i alfabetisk ordning[1]
- Swertia abyssinica
- Swertia acaulis
- Swertia adolfi-friderici
- Swertia alata
- Swertia alba
- Swertia alpina
- Swertia alternifolia
- Swertia angustifolia
- Swertia anomala
- Swertia arisanensis
- Swertia asarifolia
- Swertia assamensis
- Swertia baicalensis
- Swertia banzragczii
- Swertia barunensis
- Swertia bifolia
- Swertia bimaculata
- Swertia binchuanensis
- Swertia brownii
- Swertia burmanica
- Swertia calcicola
- Swertia calycina
- Swertia candelabrum
- Swertia changii
- Swertia chiangdaoensis
- Swertia chirayta
- Swertia ciliata
- Swertia cincta
- Swertia conaensis
- Swertia connata
- Swertia cordata
- Swertia crassiuscula
- Swertia crossoloma
- Swertia cuneata
- Swertia davidii
- Swertia decora
- Swertia decumbens
- Swertia decurrens
- Swertia delavayi
- Swertia densifolia
- Swertia dichotoma
- Swertia diluta
- Swertia divaricata
- Swertia elata
- Swertia emeiensis
- Swertia eminii
- Swertia endotricha
- Swertia engleri
- Swertia erythrosticta
- Swertia exacoides
- Swertia fasciculata
- Swertia fedtschenkoana
- Swertia filicaulis
- Swertia fimbriata
- Swertia forrestii
- Swertia franchetiana
- Swertia gonczaroviana
- Swertia graciliflora
- Swertia grandiflora
- Swertia guibeiensis
- Swertia gyacaensis
- Swertia handeliana
- Swertia haussknechtii
- Swertia hickinii
- Swertia hispidicalyx
- Swertia hookeri
- Swertia iberica
- Swertia intermixta
- Swertia japonica
- Swertia javanica
- Swertia jiendeensis
- Swertia juzepczukii
- Swertia kiharae
- Swertia kilimandscharica
- Swertia komarovii
- Swertia kouitchensis
- Swertia lactea
- Swertia lawii
- Swertia leducii
- Swertia lihengiana
- Swertia longifolia
- Swertia lugardae
- Swertia luquanensis
- Swertia lurida
- Swertia macrosepala
- Swertia macrosperma
- Swertia makinoana
- Swertia mannii
- Swertia marginata
- Swertia matsudai
- Swertia mattirolii
- Swertia membranifolia
- Swertia minima
- Swertia moctis
- Swertia multicaulis
- Swertia mussotii
- Swertia nepalensis
- Swertia nervosa
- Swertia noguchiana
- Swertia obtusa
- Swertia oculata
- Swertia oxyphylla
- Swertia paniculata
- Swertia papuana
- Swertia patens
- Swertia patula
- Swertia paupera
- Swertia perennis
- Swertia petitiana
- Swertia pianmaensis
- Swertia piloglandulosa
- Swertia polynectaria
- Swertia przewalskii
- Swertia pseudochinensis
- Swertia pseudohookeri
- Swertia pseudopetiolata
- Swertia pubescens
- Swertia pumila
- Swertia punctata
- Swertia punicea
- Swertia quartiniana
- Swertia ramosa
- Swertia richardii
- Swertia rosularis
- Swertia rosulata
- Swertia rotundiglandula
- Swertia sarmentosa
- Swertia scapiformis
- Swertia schliebenii
- Swertia schugnanica
- Swertia scottii
- Swertia shigucao
- Swertia shintenensis
- Swertia souliei
- Swertia speciosa
- Swertia splendens
- Swertia squamigera
- Swertia staintonii
- Swertia striata
- Swertia subnivalis
- Swertia swertopsis
- Swertia tashiroi
- Swertia taylorii
- Swertia tenuis
- Swertia teres
- Swertia tetragona
- Swertia tetrandra
- Swertia tetrapetala
- Swertia tetraptera
- Swertia thomsonii
- Swertia tibetica
- Swertia tischeri
- Swertia tosaensis
- Swertia tozanensis
- Swertia trichotoma
- Swertia uniflora
- Swertia usambarensis
- Swertia wardii
- Swertia variabilis
- Swertia wattii
- Swertia welwitschii
- Swertia veratroides
- Swertia verticillifolia
- Swertia virescens
- Swertia wolfgangiana
- Swertia volkensii
- Swertia younghusbandii
- Swertia yunnanensis
- Swertia zayuensis
- Swertia zeylanica